# غاستوني
غاستوني (Γαστούνη) هي مدينة في إليا في مقاطعة كينتريكي إلادا في اليونان.
يبلغ عدد سكانها حوالي 7553 نسمة.